# Gedenkstätte Gudendorf

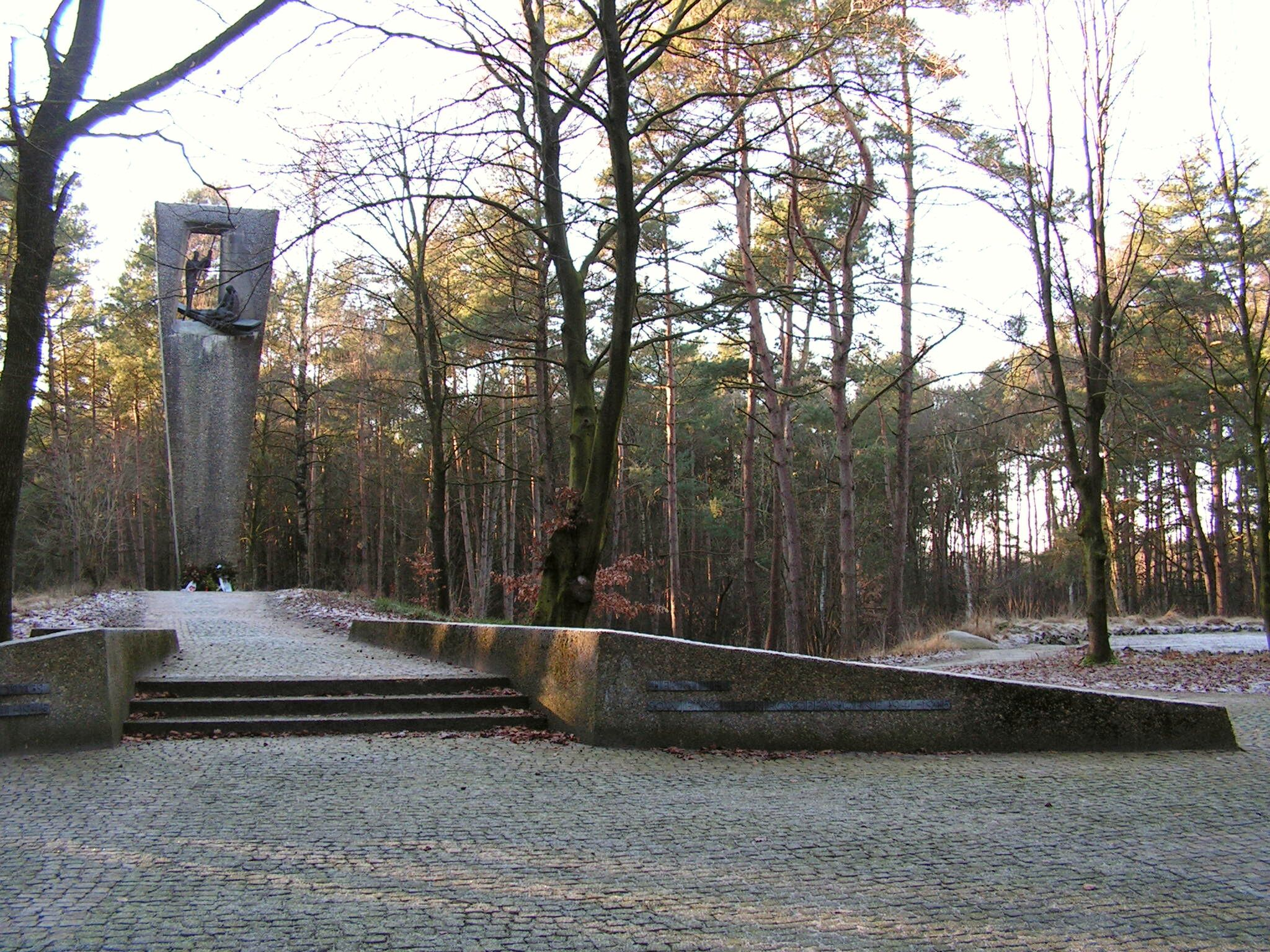
Gedenkstätte Gudendorf

Die Gedenkstätte Gudendorf (Kreis Dithmarschen, Schleswig-Holstein) soll an sowjetische Kriegsgefangene und Zwangsarbeiter erinnern, die hier während des Zweiten Weltkrieges in einem Lager umgekommen sind. Die Gedenkstätte liegt innerhalb des Landschaftsschutzgebietes Klev von Windbergen bis St. Michaelisdonn.

## Geschichte
Sowjetische Kriegsgefangene kamen in Schleswig-Holstein in einem erbärmlichen Zustand an, da sie nur unzureichend ernährt wurden. Kurz nach dem Überfall Nazi-Deutschlands auf die Sowjetunion 1941 entstand in Gudendorf ein Gefangenenlager für sowjetische Kriegsgefangene. Auf einer Fläche von rund einem Hektar standen an der heutigen Schulstraße Baracken, in denen die sowjetischen Kriegsgefangenen untergebracht waren. Das Lager gehörte zum STALAG (Stammlager) XA Schleswig. Außerdem wurden an der Straße nach St. Michaelisdonn in der Nähe von Hindorf Baracken aufgestellt, die als „Seuchenrevier“ dienen sollten. Ein Teil des Geländes diente auch als Wehrertüchtigungslager.
Im April 1944 wurde das seit 1941 in Kaltenkirchen-Heidkaten befindliche Stalag X Az "Erweitertes Krankenrevier" für arbeitsunfähige und kranke sowjetische Kriegsgefangene nach Gudendorf in den Bereich der jetzigen Schulstraße verlegt.
Über die genauen Bedingungen, unter denen die Gefangenen leben und arbeiten mussten, ist nur wenig bekannt. Gerhard Hoch hatte das Vorgängerlager Heidkaten als Sterbelager charakterisiert. Dies kann nach jüngeren Forschungen nicht mehr aufrechterhalten werden kann. Nach Schätzungen aus den Fünfzigerjahren sollen 1944 und 1945 3.000 sowjetische Kriegsgefangene in Gudendorf gestorben sein. Der Historiker Martin Gietzelt konnte dagegen nach einer Auswertung der Personalkarten 46 Verstorbene festmachen; er rechnet mit "weniger als einhundert Toten".
Nach Kriegsende diente das Gelände als Auffanglager für Jugendliche aus den deutschen Ostgebieten, als Reservelazarett und als ziviles Objekt des Kreiskrankenhauses Süderdithmarschen, bevor 1946 eine erste Gedenkstätte eingerichtet wurde.

## Gestaltung

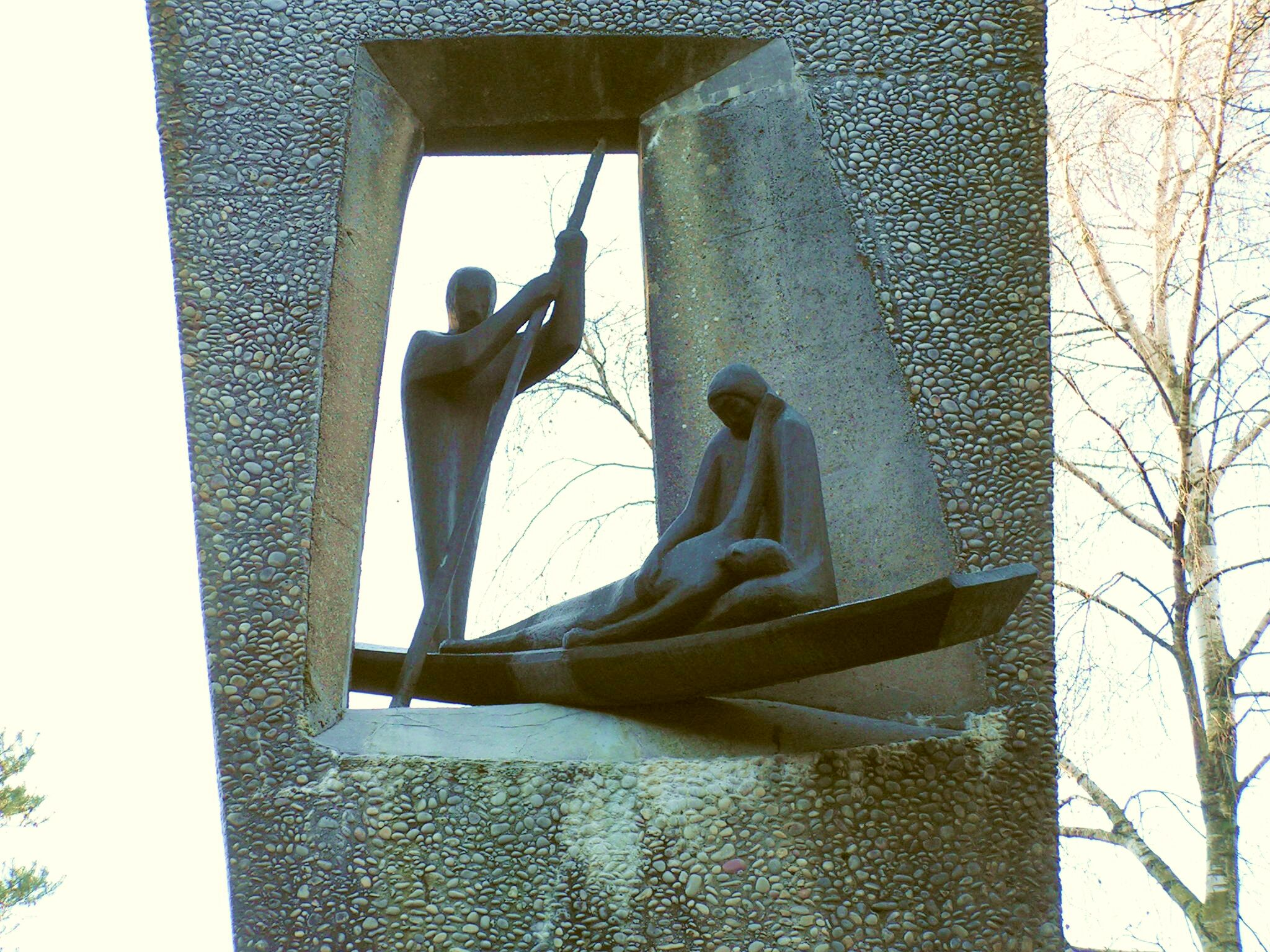
Gedenkstätte Gudendorf/Denkmal-Detail

Die Gedenkstätte für die Toten von Gudendorf sowie für weitere 228 Verstorbene, die man von anderen Lagern u. a. aus Eggebek hierher umgebettet hatte, wurde 1960/61 auf Initiative des Kreises Süderdithmarschen von dem Kieler Landschaftsgärtner Hans-Erik Brodersen und dem Bildhauer Siegfried Assmann aus Großhansdorf errichtet und ersetzte eine kleinere Anlage von 1946. Sie wurde im Frühjahr 1961 fertiggestellt.
Im Zentrum befindet sich eine 11 Meter hohe Betonsäule, in deren Aussparung sich eine Bronzeplastik befindet, die den Totenschiffer Charon aus der griechischen Mythologie darstellt, der mit seinem Nachen eine trauernde Mutter mit ihrem toten Sohn über den Acheron-Fluss an den Eingang des Hades fährt. Die Fahrtrichtung des Bootes führt direkt auf die Besucher zu, wenn sie sich dem Mahnmal nähern.

## Gräberfelder
Die drei symbolischen Gräberfelder mit ihren Steinringen erinnern an das mit Stacheldraht eingezäunte Lager. Dem Gedenken an die Toten, die in weiter nicht gekennzeichneten Massengräbern des Dünensandes hier im Umkreis liegen, ist das erste Gräberfeld gewidmet. Die Namen dieser Toten sind fast alle unbekannt.
Auf den beiden anderen Gräberfeldern sind 1961 durch Umbettung von schleswig-holsteinischen Friedhöfen 248 sowjetische Tote (Kriegsgefangene und Zwangsarbeiter) beigesetzt worden.

## Gedenken
1983 hat sich ein Kreis von Personen aus der antifaschistischen und der Friedensbewegung gegründet, der sich Initiative Blumen für Gudendorf nennt. Alljährlich um den 8. Mai veranstaltet die Initiative auf dem Gudendorfer Ehrenfriedhof eine Mahn- und Gedenkveranstaltung zur Erinnerung an die Toten, die Verbrechen des NS-Regimes und als Aufruf zu Frieden und Völkerverständigung.